# 微爱之渐入佳境
《微爱之渐入佳境》（英語：Love on the Cloud），是顾长卫执导的一部2014年中国贺岁爱情喜剧片，由华谊兄弟和电广传媒影业（北京）联合出品。Angelababy、陈赫主演。2014年12月24日上映。

## 剧情
编剧沙果通过社交软件勾搭上了车模陈西，于是上演了一出笑泪交织的追爱之旅。

## 角色
主角
- Angelababy - 陈西，车模，楊穎
- 陈赫 - 沙果，文艺三剑客，陳赫
- 张鲁一 - 黄小瓜，文艺三剑客
- 曹璐 - 马呆，文艺三剑客家文化
- 王姬 - 土豪马大姐

客串
- 蒋雯丽 - 房东
- 姜瑞佳 - 内蒙女孩
- 姜武 - 酒店保安
- 毛阿敏 - 横店一枝花
- 佟大为 - 上过新东方的保安
- 文章 - 精神科医生
- 顾长卫 - 聋哑的烤鸭店长
- 王宝强 - 王宝强

## 反响
中国大陆首周5天收获1.46亿人民币居亚军。次周收入1.2亿蝉联亚军。第三周取得1750万列第六位。最终累计3.13亿。
作家朱白认为：“《微爱之渐入佳境》更多的桥段，与其说是在描绘那些对于顾长卫来说陌生的男女感情以及沟通感情的方式，毋宁说这是在套用一部电影来展现：在当下之中国一部电影的诞生是多么荒谬和艰难。很多看过顾长卫执导的《立春》《孔雀》《最爱》的人，都不敢相信《微爱》是他的作品。但这样一部荒诞、戏谑又充满网络段子笑话和青春元素的作品，又的的确确是顾长卫的最新执导作品。”